# Wydział Matematyczno-Przyrodniczy Akademii Pomorskiej w Słupsku
Wydział Matematyczno-Przyrodniczy Akademii Pomorskiej w Słupsku (WMP AP w Słupsku) – historyczny wydział Akademii Pomorskiej w Słupsku powstały wraz z powołaniem do życia tej uczelni w 1969 roku. Kształcił studentów na jedenastu podstawowych kierunkach zaliczanych do nauk matematyczno-przyrodniczych (matematyka, biologia, geografia, fizyka), na studiach stacjonarnych i niestacjonarnych.
Wydział Matematyczno-Przyrodniczy był jednostką interdyscyplinarną. W jego ramach znajdowały się 4 instytuty. Złożona struktura Wydziału powodowała, że prowadzone były tu badania naukowe w bardzo szerokim spektrum tematycznym. Na Wydziale zatrudnionych było 130 pracowników naukowo-dydaktycznych, w tym m.in. 13 na stanowisku profesora zwyczajnego z tytułem profesora, 25 na stanowisku profesora nadzwyczajnego ze stopniem naukowym doktora habilitowanego, 48 adiunktów ze stopniem doktora.
Według stanu na 2013 rok na wydziale studiowało łącznie ponad tysiąc studentów (na studiach dziennych i na studiach zaocznych) oraz kilkuset słuchaczy studiów podyplomowych.
1 października 2019, zarządzeniem Rektora AP, Wydział został zlikwidowany na skutek reorganizacji struktur uniwersyteckich.

## Historia
Początki Wydziału Matematyczno-Przyrodniczego związane są z powstaniem w Słupsku Wyższej Szkoły Nauczycielskiej, na której w 1969 roku utworzono wspomniany wyżej wydział. W jego ramach utworzono cztery Zakłady: Biologii, Fizyki, Geografii i Matematyki. Z czasem w wyniku rozwoju kadry naukowej zostały one przekształcone w katedry, a potem instytuty. Jako pierwszy zreorganizowany został Zakład Biologii, który już w 1975 roku stał się Instytutem Biologii, a od 1993 roku nosi nazwę Instytutu Biologii i Ochrony Środowiska Kolejno w 1986 i 1988 roku Zakłady: Geografii i Fizyki zostały przekształcone w katedry, a w 1993 roku w instytuty. W 2010 roku Instytut Geografii zmienił nazwę na Instytut Geografii i Studiów Regionalnych. Najmłodszą jednostką organizacyjną na wydziale był działający w latach 2002-2017 Instytut Nauk o Zdrowiu (w latach 2002-2012 jako Katedra Nauk o Zdrowiu, w latach 2012-2017 jako Instytut). Od 25 września 2017 do 30 września 2019 funkcjonował jako samodzielny Wydział.
Przełomowym wydarzeniem w dziejach Wydziału Matematyczno-Przyrodniczego było nadanie mu przez Centralną Komisję do Spraw Stopni i Tytułów w roku akademickim 1999/2000 prawa do nadawania stopnia naukowego doktora nauk biologicznych w zakresie biologii.

## Władze Wydziału
W kadencji 2016-2019:
| Stanowisko                                     | Imię i nazwisko               |
| ---------------------------------------------- | ----------------------------- |
| Dziekan                                        | dr hab. Andrzej Icha          |
| Prodziekan ds. kształcenia i studentów         | dr hab. inż. Anna Jarosiewicz |
| Prodziekan ds. nauki i współpracy z gospodarką | dr hab. Dariusz Ficek         |

## Poczet dziekanów
- 1999-2005: prof. dr hab. Eugeniusz Rydz – geograf (geografia społeczno-ekonomiczna)
- 2005-2012: prof. dr hab. Jan Trojanowski - biolog (ochrona środowiska)
- 2012-2019: dr hab. Andrzej Icha – geofizyk (hydrodynamika geofizyczna, teoria turbulencji)

## Kierunki kształcenia
Wydział kształcił studentów na studiach licencjackich (3 letnie) lub studiach inżynierskich (3,5 letnie), po których ukończeniu ich absolwenci uzyskują odpowiednio tytuł zawodowy licencjata lub inżyniera. Do wyboru były następujące kierunki:
- biologia
- edukacja techniczno-informatyczna
- fizyka techniczna
- geografia
- matematyka
- ochrona środowiska
- turystyka i rekreacja

Po ukończeniu studiów pierwszego stopnia ich absolwenci mogli kontynuować dalsze kształcenie w ramach studiów magisterskich uzupełniających, trwających 2 lata i kończących się uzyskaniem tytułu zawodowego magistra. Studenci mieli do wyboru następujące kierunki:
- biologia
- geografia
- matematyka.

Ponadto wydział prowadził również następujące studia podyplomowe:
- przyroda (dla biologów i geografów)
- fizyka z astronomią
- z zakresu geografii dla nauczycieli gimnazjów i szkół średnich.

Wydział miał uprawnienia do nadawania następujących stopni naukowych:
- doktora nauk biologicznych w zakresie biologii.

## Struktura organizacyjna

### Instytut Biologii i Ochrony Środowiska
Dyrektor: prof. dr hab. Oleg Aleksandrowicz
- Zakład Botaniki i Ochrony Przyrody
- Zakład Zoologii
- Zakład Fizjologii Zwierząt i Kosmetologii
- Zakład Biologii Eksperymentalnej
- Zakład Ekologii
- Zakład Chemii Środowiskowej

### Instytut Fizyki
Dyrektor: prof. dr hab. Vladimir Tomin
- Zakład Fizyki Środowiska
- Zakład Zastosowań Fizyki
- Zakład Fizyki Doświadczalnej

### Instytut Geografii i Studiów Regionalnych
Dyrektor: dr hab. Iwona Jażewicz
- Zakład Geografii Społeczno-Ekonomicznej i Turystyki
- Zakład Geoekologii i Geoinformacji
- Zakład Analizy Środowiska

### Instytut Matematyki
Dyrektor: p.o. dr Stanisław Kowalczyk
- Zakład Analizy Matematycznej i Topologii
- Zakład Zastosowań Matematyki
- Zakład Algebry
- Pracownia Dydaktyki Matematyki
- Pracownia Informatyki